# Орнитологично важно място
Орнитологично важно място (ОВМ) (на английски: Important Bird and Biodiversity Area, IBA) e необходим минимум от местообитания, които гарантират опазването на популациите на определени видове птици в техните ареали.
Изборът на дадена местност като орнитологично важно място се постига чрез прилагането на определени набор от количествени орнитологични критерии, разработени на основата на съвременните познания за размера и тенденциите в числеността на птичите популации.
Като концепция и списък от обекти, орнитологично важните места са разработени от BirdLife International. Понастоящем има определени над 12 хиляди орнитологично важни места по цял свят, от които около 4000 в Европа, и 114 в България. Тези места са достатъчно малки, за да бъдат напълно защитени и по характеристики, хабитат и орнитологично значение да се отличават достатъчно много от околния хабитат, и достатъчно големи, за да съхраняват самоподдържащи се популации от птици.
Често орнитологично важните места формират част от съществуващата мрежа от защитени природни територии в съответната държава и така попадат под закрилата на националното законодателство. Правното признание и закрила на орнитологично важните места, които не са част от съществуващите защитени територии, може да варира в отделните страни и в някои страни закрилата да се простира и над тях или напълно да отсъства.

## Критерии
Орнитологично важните места отговарят на списък от международно съгласувани и одобрени критерии. Допълнителни специфични прагове по тези критерии се определят от регионалните и националните организации. За да бъде обявена за орнитологично важно място, дадена територия трябва да отговаря на поне едно от следните условия:
A1. Световно застрашени видове
Ако за мястото се знае или смята, че се обитава от популация на вид, категоризиран в Червения списък на Международния съюз за защита на природата като критично застрашен, застрашен или уязвим вид. Като цяло, редовното присъствие на критично застрашени или застрашени видове, без значение от размера на популацията, може да е достатъчно условие мястото да се квалифицира като орнитологично важно място. За уязвимите видове птици е необходимо наличието на по-голям брой индивиди от даден праг, за да подлежи мястото на разглеждане за такъв статут.
A2. Видове с ограничен ареал
Място, за което се знае или смята, че се обитава от значителна част видове с ограничен ареал, чиито гнездови ареали определят мястото на орнитологичен ендемизъм или вторично място на орнитологичен ендемизъм.
A3. Биомно ограничени видове
Място, за което се знае или смята, че се обитава от значителна част от групата видове, чието разпространение се ограничава главно или изцяло в един биом.
A4. Струпвания (тесен фронт на миграция)
Мястото може да се определи според един от дадените по-долу критерии:
- i) Място, за което се знае или се смята, че редовно се обитава от >1% от биогеографската популация на струпващите се водни птици;
- ii) Място, за което се знае или се смята, че редовно се обитава от >1% от световната популация на морски или неводни птици;
- iii) Място, за което се знае или се смята, че редовно се обитава от >20 000 водни птици или >10 000 двойки морски птици от един или повече видове;
- iv) Място, за което се знае или се смята за „място с тесен фронт на миграция“.[2]

Терминът „водна птица“ е в смисъла, използван от Рамсарската конвенция. Терминът „морска птица“ обхваща в Европа всички видове от семейства Буревестникови, Рибояди, Паразитни чайки и Кайри.
Освен за опазването и оцеляването на птичи видове, орнитологично важните места спомагат за оцеляването на голям брой други животински и растителни видове. Често орнитологично важните места спадат към категорията на влажните зони. 